# Павутинник камфорний
Павутинник камфорний (Cortinarius camphoratus) — вид базидіокотових грибів родини павутинникових (Cortinariaceae) порядку агарикальних (Agaricales).

## Назва
Вперше вид був описаний шведським мікологом Еліасом Фрісом під назвою Agaricus camphoratus у праці «Systema Mycologicum» 1821 року. 1838 року Фріс переніс вид до роду Cortinarius . Видовий епітет camphoratus стосується запаху, що схожий на запах камфори.

## Поширення
Вид поширений в Європі та Північній Америці. Росте у хвойних лісах, утворюючи мікоризну асоціацію з ялиною та ялицею. Росте на землі поодиноко, розкидано або групами, зазвичай у період з вересня по жовтень.

## Опис
Молодий камфорний павутинник зазвичай лілового кольору, але з віком фарби змінюються до золотистого-коричневого. Капелюшок 6-12 см в діаметрі. М'якуш фіолетового кольору, має неприємний, затхлий запах, схожий на запах гнилого м'яса. Споровий відбиток іржаво-коричневий.